# Čelopek (Peć)
Pour les articles homonymes, voir Čelopek.
Çallapek en albanais et Čelopek en serbe latin (en serbe cyrillique : Челопек) est une localité du Kosovo située dans la commune/municipalité de Pejë/Peć et dans le district de Pejë/Peć. Selon le recensement kosovar de 2011, elle compte 947 habitants.

## Démographie

### Évolution historique de la population dans la localité
| 1948 | 1953 | 1961 | 1971 | 1981 | 1991 | 2011 |
| ---- | ---- | ---- | ---- | ---- | ---- | ---- |
| 430  | 500  | 564  | 676  | 872  | 934  | 947  |

|  |

### Répartition de la population par nationalités (2011)
En 2011, les Albanais représentaient 94,61 % de la population.